# اتحادیه جهانی بوکس
اتحادیه جهانی بوکس (به انگلیسی: World Boxing Association) یکی چهار سازمان بزرگ بوکس است که توسط تالار مشاهیر بین‌المللی بوکس به رسمیت شناخته است.
این سازمان در سال ۱۹۲۱ تاسیس شده است. مقر سازمان در شهر پاناماسیتی، پاناما است.